# Dornești
Dornești (Hongaars: Hadikfalva) is een Roemeense gemeente in het district Suceava.
Dornești telt 4503 inwoners.
Tot 1941 woonden er in de gemeente Szeklers, deze werden door de Hongaarse regering de kans geboden om vanuit Roemeens gebied naar Hongaars gebied te komen. Velen van heb kwamen terecht in het gebied Vojvodina dat na 1944 weer bij Servië werd gevoegd.